# Gaborone
Gaborone – stolica i największe miasto Botswany, ośrodek administracyjny Dystryktu South East.
W 2022 roku liczba mieszkańców wynosiła 246 325.

## Geografia
Gaborone to stolica i największe miasto Botswany. Miasto znajduje się w południowo-wschodniej części kraju. Znajduje się około 15 km od granicy z RPA. Gaborone zostało wybrane na stolicę ze względu na strategiczne położenie, bliskość linii kolejowej oraz Pretorii.

## Klimat
Ze względu na bliskość pustyni Kalahari, Gaborone charakteryzuje się suchym klimatem subtropikalnym, z okazjonalnymi burzami w czasie pory deszczowej. Pora deszczowa trwa zazwyczaj od listopada do marca.

## Gospodarka
Duży ośrodek przemysłowy. Przemysł: maszynowy, samochodowy (montownia Chryslera), rafineryjny (niewielkie złoża ropy naftowej), spożywczy (cukrownie).

## Transport
W mieście znajduje się międzynarodowy port lotniczy Gaborone.

## Edukacja
- dwa uniwersytety (zał. 1976 i 1988)
- politechnika (zał. 1961)
- Muzeum Narodowe Botswany (zał. 1967)[4]

## Turystyka
Ważny ośrodek turystyczny Botswany. W mieście znajdują się dwa muzea, ogród botaniczny oraz zoologiczny.

## Zabytki
- pozostałości brytyjskiego fortu z końca XVIII wieku.
- cytadela
- ratusz z 1901 roku

## Sport
W mieście działa piłkarski klub sportowy Township Rollers, wielokrotny mistrz kraju. W 2011 odbyły się tutaj mistrzostwa Afryki juniorów w lekkoatletyce.